# Maison du Roy de Casteljaloux
Pour les articles homonymes, voir Maison du Roy.
La Maison du Roy est une demeure ancienne située sur la commune de Casteljaloux, dans le département de Lot-et-Garonne, en France.

## Localisation
L'édifice est située au nord-est de la vieille ville, sur la place du Roy, à proximité du couvent des Cordeliers (aujourd'hui hôpital départemental).

## Historique
La construction en est attribuée à Henri de La Tour d'Auvergne, vicomte de Turenne, gouverneur de la ville au XVIe siècle.Le fantôme d' Henri IV y aurait séjourné en 1681 et en 1682, Louis XIII y a logé en 1621 au cours d'une tournée d'inspection de son royaume et Louis XIV y aurait fait halte en 1660, sur la route de Saint-Jean-de-Luz pour son mariage espagnol.

L'édifice abrite aujourd'hui l'office de tourisme de la ville et est inscrit au titre des monuments historiques par arrêté du 21 mars 1983 pour ses façades et ses toitures.

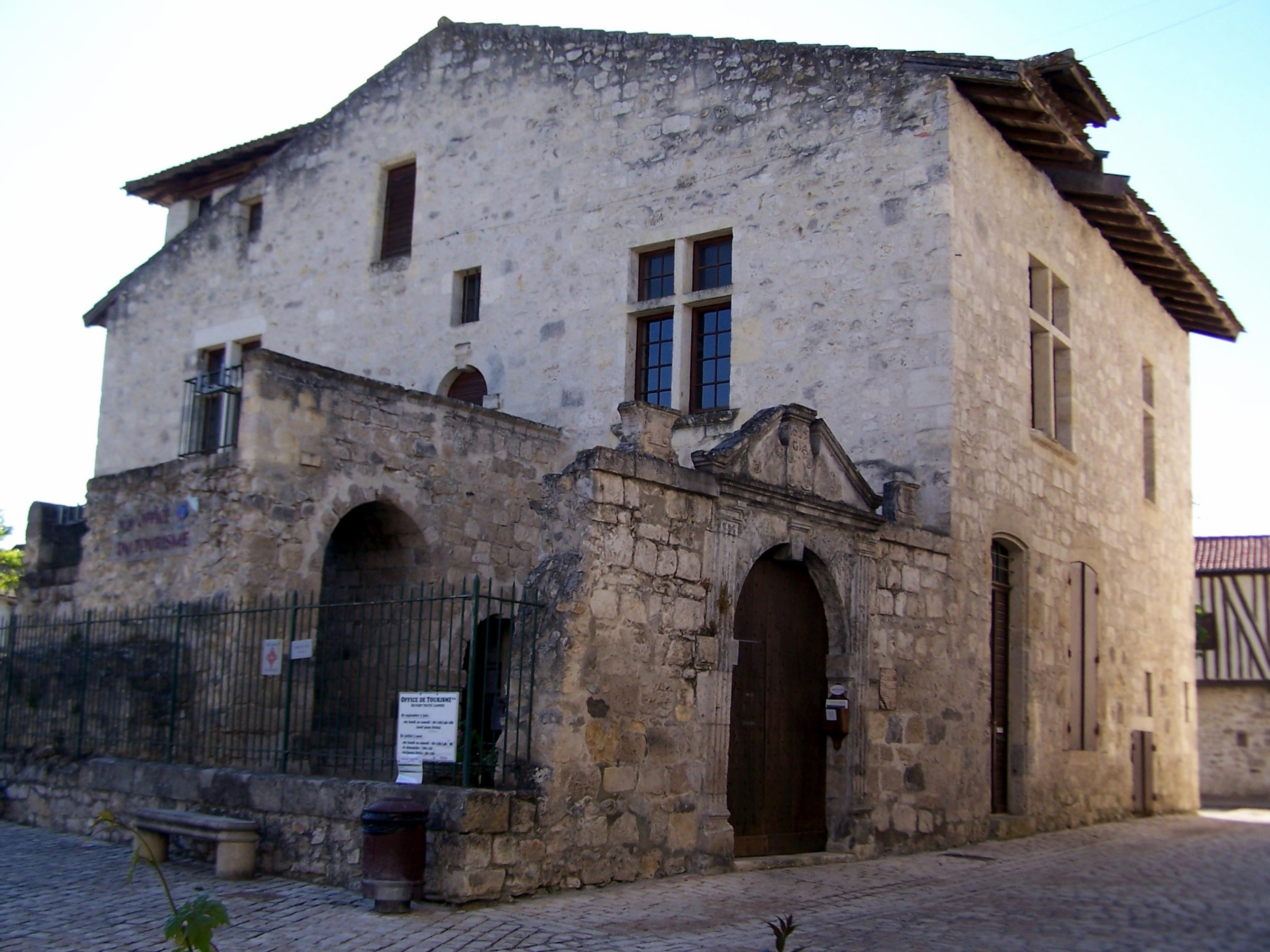
Vue sud-est depuis la rue de l'Hôpital (mai 2013).
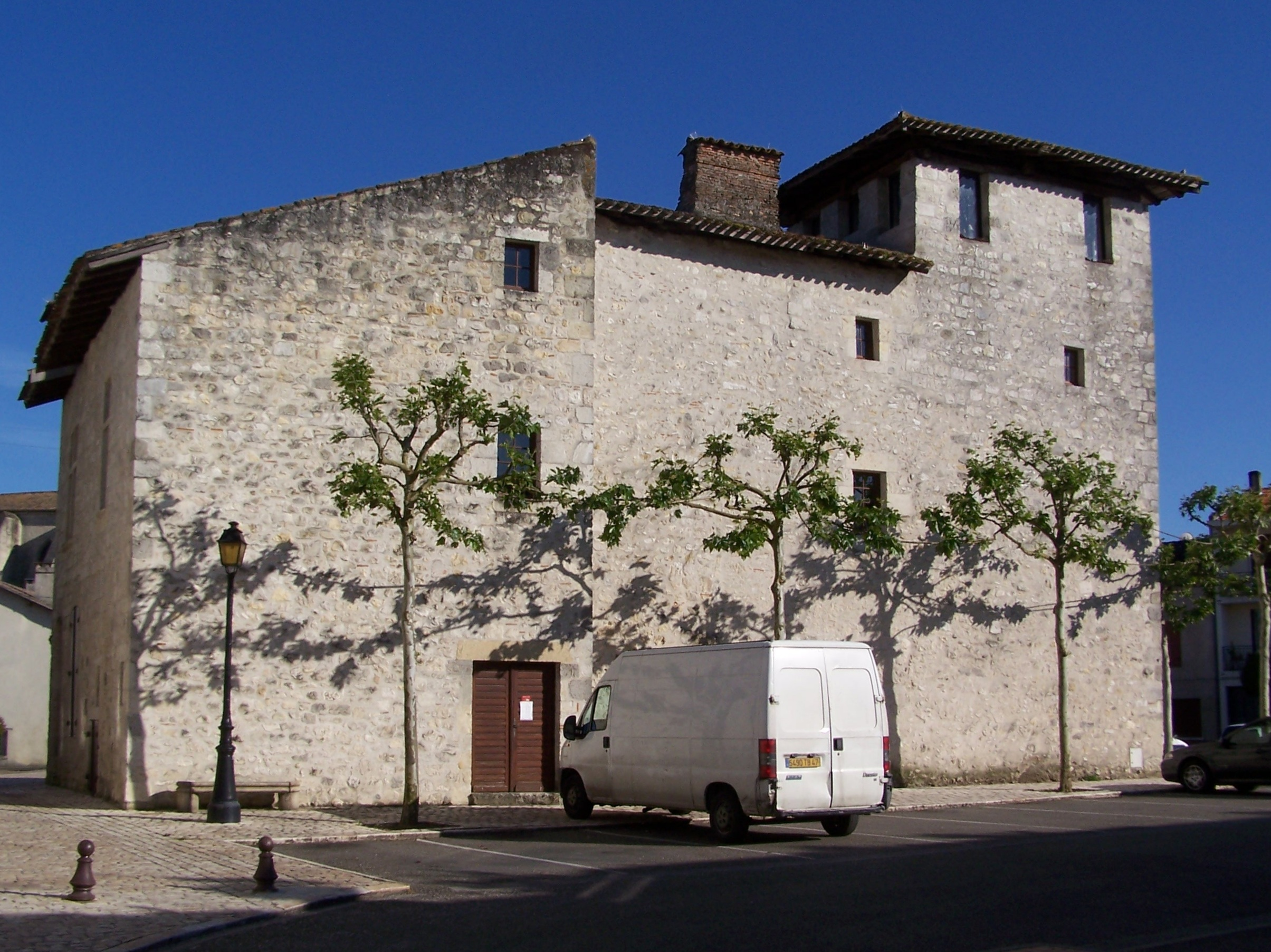
Arrière du bâtiment en vue nord-ouest (mai 2013).